# Lynn Martin
Lynn Martin (Smithtown, 1976) è una banchiera e programmatrice di computer statunitense, dal gennaio 2022 il 68º presidente della New York Stock Exchange (NYSE), la seconda donna a ricoprire questa carica in 230 anni di storia.
Dopo aver conseguito la laurea presso il Manhattan College (informatica) e la Columbia University (statistica), Martin è entrata a far parte della IBM come programmatrice di computer prima di farsi strada presso il London International Financial Futures and Options Exchange e l'Intercontinental Exchange. Nel dicembre 2021 è stata annunciata la sua nomina a presidente del NYSE. Secondo Forbes occupa nel 2024 il 47° posto tra le Donne di potere.

## Biografia
Lynn Martin è cresciuta a Smithtown, New York. Suo padre era un ingegnere elettrico. Martin ha studiato informatica e matematica al Manhattan College, e nel 1998 si è laureata in informatica e in finanza.  Mentre lavorava come programmatrice di computer presso IBM per i successivi tre anni, Martin ha iniziato un programma di studi universitari part-time e ha completato un master in statistica presso la Columbia University.  Ha iniziato a lavorare presso il London International Financial Futures and Options Exchange nel 2001. Dopo l'acquisto di Interactive Data da parte dell'Intercontinental Exchange (ICE) nel 2015, Martin è diventata responsabile della business unit fixed income and data di ICE.
Nel dicembre 2021, l'annuncio della nomina di Martin all'incarico di 68º presidente entrante della Borsa di New York (NYSE), mentre il suo predecessore Stacey Cunningham è entrato a far parte del consiglio di amministrazione del NYSE. Il 3 gennaio 2022, Martin ha iniziato ufficialmente il suo mandato come presidente.
Martin è fiduciaria del Manhattan College e fa parte del consiglio di amministrazione di Partnership for New York City.

## Vita privata
Martin è sposata, ha due figli e vive a Long Island.